# Myotendopathie
Eine Myotendopathie beschreibt, dass sowohl Muskeln als auch Sehnen oder Faszien schmerzen. Diese Bereiche sind auch oft druck- oder reizempfindlich. Betrifft diese Symptomatik mehrere Körperbereiche, wird dafür auch der Begriff Fibromyalgie oder z. B.generalisierte Tendomyopathie verwendet. Entscheidend ist hierbei immer, dass die Gesamtstruktur, bestehend aus Muskeln, Bindegewebe, Gefäßen und Nerven als Gesamtheit betroffen ist. Die dafür verwendeten Krankheitsbezeichnungen sind wegen der derzeit noch bestehenden wissenschaftlichen Fragen zahlreich, so Tendomyopathie, myofasziales Schmerzsyndrom, Tendomyalgie. Wegen der großen, auch sozioökonomischen Bedeutung dieser Gesundheitsstörungen wird intensiv geforscht.